# Єгипетська алгебра
Єгипетська алгебра ― це розділ історії математики, який стосується алгебри, як вона була розроблена та використовувалася в стародавньому Єгипті. Математика в Стародавньому Єгипті охоплює період часу від бл. 3000 р. до н. е. до бл. 300 р. до н. е.
До наших днів дійшли обмежені приклади давньоєгипетських алгебраїчних задач. Вони зустрічаються, зокрема, в московському математичному папірусі (ММП) і в математичному папірусі Райнда (МПР).

## Дроби
З математичних текстів, що збереглися, відомо, що писарі використовували (найменші) спільні кратні, щоб перетворити задачі з дробами на задачі з використанням цілих чисел. Множники часто записувалися червоним чорнилом; тепер їх називають червоними допоміжними числами.

## Задачі Аха, лінійні рівняння та хибне положення
| P6 | a · M35 |

| P6 | a · M35 |

Задачі «Аха» передбачають знаходження невідомих величин (які називаються «Аха»), якщо відомо сумарне значення та частина (або частини) цих величин. Математичний папірус Райнда також містить чотири задачі такого типу. Задачі 1, 19 і 25 московського папірусу є задачами Аха. У задачі 19 потрібно обчислити величину, з умовою, що якщо додати до неї половину і число 4, то в результаті отримаємо 10. У сучасній математичній системі запису це представлено лінійним рівнянням:
{\displaystyle {\frac {3}{2}}x+4=10.}
Вирішення задач «Аха» передбачає використання методу, який називається методом хибного положення. Цей метод також називають методом хибного припущення. Писар підставляв початкове припущення відповіді в задачу. Отриманий результат буде пропорційним фактичній відповіді, і писар мав можливість знайти відповідь, використовуючи це співвідношення.

## Задачі пефсу
10 із 25 практичних задач, що містяться в московському математичному папірусі, є задачами пефсу. Пефсу вимірює міцність пива, виготовленого з гекату зерна.
{\displaystyle {\mbox{пефсу}}={\frac {\mbox{кількість буханок хліба (або банок пива)}}{\mbox{кількість гекатів зерна}}}.}
Більше число пефсу означає слабший хліб або пиво. Число пефсу згадується в багатьох списках пропозицій. Наприклад, задача 8 перекладається так:
(1) Приклад розрахунку 100 буханок хліба з числом пефсу 20
(2) Якщо хтось скаже вам: У вас є 100 буханок хліба з числом пефсу 20
(3) які призначені для обміну на пиво з числом пефсу 4
(4) такого, як 1/2 1/4 солодового фінікового пива
(5) Спочатку обчисліть кількість зерна, необхідного для 100 буханок хліба з числом пефсу 20
(6) Результат: 5 гекат. Тоді порахуйте, що вам потрібно для банки пива, такого, як 1/2 1/4 солодового фінікового пива
(7) Результат становить 1/2 міри геката, необхідної для банки пива, виготовленого із зерна Верхнього Єгипту.
(8) Обчисліть 1/2 від 5 гекат, результат буде 21⁄2
(9) Візьміть ці 21⁄2 чотири рази
(10) Результат буде 10. Тоді ви кажете йому:
(11) Ось! Кількість пива визнано правильно.

## Геометричні прогресії
Використання дробів Ока Гора демонструє деякі (рудиментарні) знання геометричної прогресії. Одну одиницю записували як 1/2 + 1/4 + 1/8 + 1/16 + 1/32 + 1/64 + 1/64. Але останній доданок 1/64 записувався як 5 «ро», тобто 1 = 1/2 + 1/4 + 1/8 + 1/16 + 1/32 + 1/64 + (5 ро). Ці дроби далі використовувалися для запису дробей у вигляді термінів {\displaystyle 1/2^{k}} плюс залишок, вказаний у вигляді «ро», як показано, наприклад, на дерев'яних табличках Ахміма.

## Арифметичні прогресії
Той факт, що арифметичні прогресії були відомі в Стародавньому Єгипті, також походить з математичних джерел.